# NGC 4500
NGC 4500 (другие обозначения — UGC 7667, MCG 10-18-62, MK 213, ZWG 293.26, IRAS12290+5814, PGC 41436) — спиральная галактика с перемычкой (SBa) в созвездии Большая Медведица.
В галактике наблюдается повышенное ультрафиолетовое излучение, и потому её относят к галактикам Маркаряна. Причиной является всплеск звездообразования из-за взаимодействия с соседними галактиками.
Этот объект входит в число перечисленных в оригинальной редакции «Нового общего каталога».